# Charlie Melancon

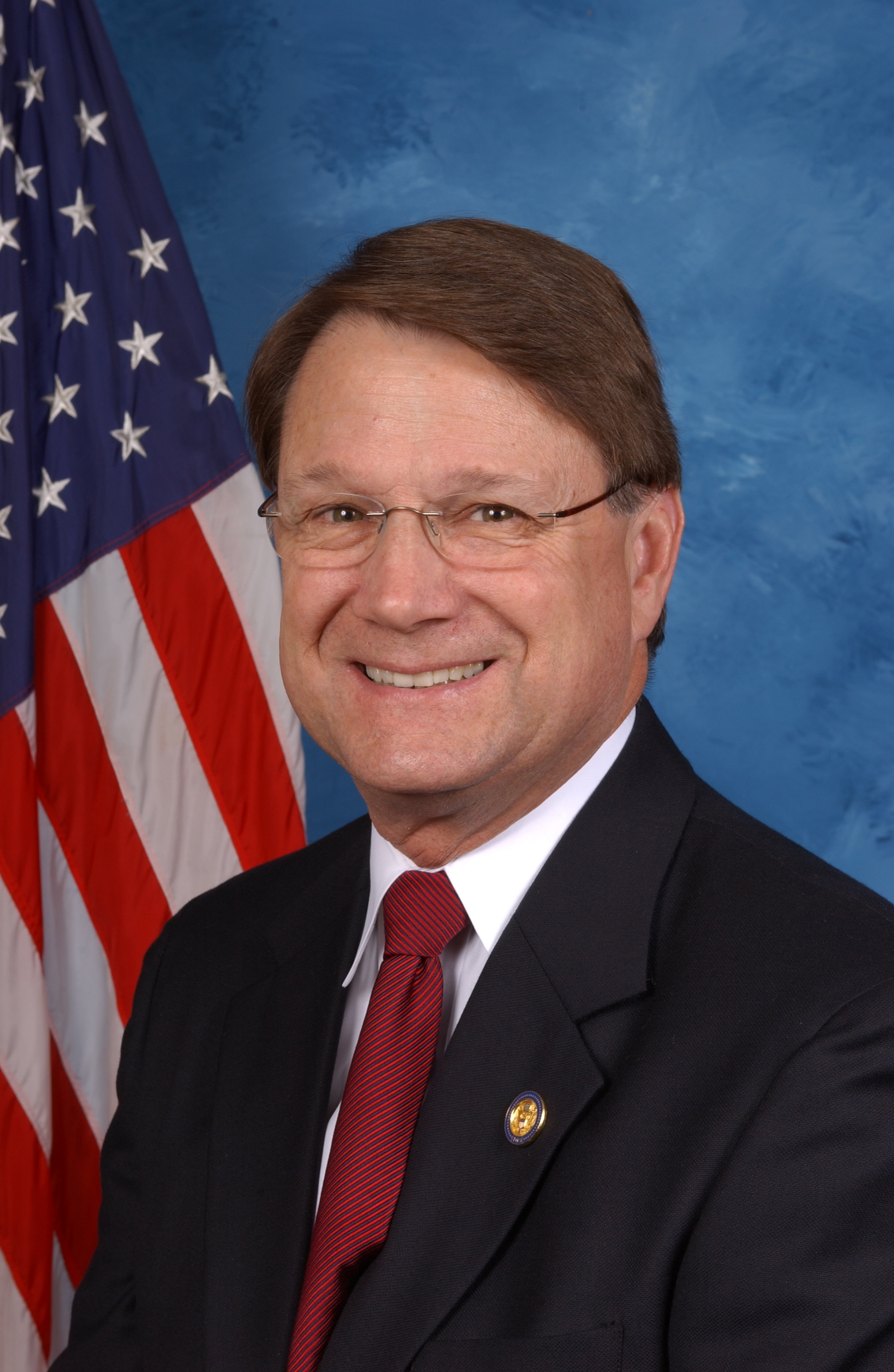
Charlie Melancon

Charles Joseph „Charlie“ Melancon /məˈlɔːsɔː/ (* 3. Oktober 1947 in Napoleonville, Louisiana) ist ein US-amerikanischer Politiker. Von 2005 bis 2011 vertrat er den Bundesstaat Louisiana im US-Repräsentantenhaus.

## Werdegang
Charlie Melancon studierte bis 1971 an der University of Southwestern Louisiana in Lafayette. Danach arbeitete er als privater Geschäftsmann. Er war außerdem Vorsitzender des Agricultural Development Council der Louisiana State University. Politisch wurde er Mitglied der Demokratischen Partei. Zwischen 1987 und 1993 saß er als Abgeordneter im Repräsentantenhaus von Louisiana.
Bei den Kongresswahlen des Jahres 2004 wurde Melancon im dritten Wahlbezirk von Louisiana in das US-Repräsentantenhaus in Washington, D.C. gewählt. Dort trat er am 3. Januar 2005 die Nachfolge von Billy Tauzin an. Um eine erneute Wiederwahl bewarb er sich nicht; stattdessen kandidierte er im November 2010 erfolglos bei der Wahl zum Senat der Vereinigten Staaten. Mit 38:57 Prozent unterlag er dem republikanischen Amtsinhaber David Vitter. Zuletzt war er im Repräsentantenhaus Mitglied im Energie- und Handelsausschuss sowie in zwei von dessen Unterausschüssen. Zu seinem Nachfolger im dritten Distrikt wurde der Republikaner Jeff Landry gewählt, der den Demokraten Ravi Kishan Sangisetty deutlich besiegte. Melancon schied am 3. Januar 2011 aus dem Kongress aus.
Charlie Melancon ist verheiratet und hat zwei Kinder.